# HMS Triton (N15)
Le HMS Triton (N15) est un sous-marin, navire de tête de sous-marins de classe T en service dans la Royal Navy. Construit au chantier naval Vickers-Armstrongs à Barrow-in-Furness, il est lancé le 5 octobre 1937 et mis en service le 9 novembre 1938 sous le commandement du lieutenant H. P. de C. Steel.

## Historique
Au début de la Seconde Guerre mondiale, le Triton est affecté dans la 2e flottille de sous-marins. Du 26 au 29 août 1939, la flottille est déployée aux bases de Dundee et Blyth.
Lorsque l'Amirauté apprend que le Royaume-Uni déclarera la guerre à l'Allemagne, cinq sous-marins de la 2e flottille de sous-marins sont envoyés en patrouille sur la ligne Obrestad, au large de la Norvège, le 24 août 1939. Ainsi, le 3 septembre, tous les sous-marins britanniques sont à leurs postes.
Au soir du 10 septembre 1939, croyant voir un U-boot allemand, le Triton torpille et coule par erreur le sous-marin britannique HMS Oxley, tuant la quasi-totalité des membres d'équipage. Pendant la guerre, la perte du Oxley est attribuée à une explosion accidentelle. Ce n'est que dans les années 1950 que la vérité fut révélée au grand public. Le Oxley a été le premier sous-marin britannique perdu pendant la Seconde Guerre mondiale.
Le Triton opère dans les eaux baltes début 1940. Le 8 avril 1940, lors de la préparation de l'Opération Weserübung, le sous-marin tire dix torpilles sur les croiseurs allemands Blücher, Lützow et Emden, au large du Cattégat. Les torpilles manquent leurs cibles. Le 10 avril, il coule les vapeurs allemands Friedenau (en), Wigbert et le patrouilleur Rau 6 dans le Cattégat.
Quelque temps après, le submersible est affecté en mer Méditerranée, à Alexandrie. Au cours d'une patrouille dans le golfe de Gênes, le lieutenant Watkins décide d'entrer dans le port de Savone. Il revendique un navire d'approvisionnement de 8 000 tonnes coulé d'une torpille à l'ancrage, mais ce n'est pas confirmé. En quittant le port, le Triton endommage à coups de canon une grande usine à gaz sur le rivage.
Le 28 novembre 1940, le Triton quitte Malte pour patrouiller dans le sud de la mer Adriatique. Le 6 décembre, il capte un message de détresse du navire marchand italien Olimpia et décide de l'intercepter. Endommagé, le navire marchand parvient à rejoindre Brindisi. Le sous-marin n'a ensuite plus émis de signe de vie, il est déclaré porté disparu avec la totalité de son équipage le 18 décembre. Les Italiens affirment qu'il a été coulé par des vedettes lance-torpilles, probablement le Confienza et éventuellement par le Clio, mais la date citée ne correspond pas à la date de la perte du Triton. Les Britanniques disent qu'il a coulé par des mines dans le canal d'Otrante, ce qui est plus plausible car des mines ont été observées dans le canal, notamment le même jour où l'Olimpia a été torpillé.

## Commandement
- Lieutenant commander Hugh Patrick de Crery Steel du 7 juin 1938 au 25 novembre 1939.
- Lieutenant commander Edward Fowle Pizey du 25 novembre 1939 au 19 août 1940.
- Lieutenant de vaisseau Guy Claud Ian St Barbe Slade Watkins du 7 janvier 1945 au 18 décembre 1940.